# Sipia
A Sipia a madarak osztályának verébalakúak (Passeriformes) rendjébe és a hangyászmadárfélék (Thamnophilidae) családjába tartozó nem. Besorolásuk vitatott, egyes rendszerezők a Myrmeciza nembe sorolják ezeket a fajokat is.

## Rendszerezésük
A nemet Carl Eduard Hellmayr osztrák ornitológus írta le 1924-ben, az alábbi 4 faj tartozik ide:
- Sipia laemosticta vagy Myrmeciza laemosticta
- Sipia palliata vagy Myrmeciza palliata
- Sipia berlepschi vagy Myrmeciza berlepschi
- Sipia nigricauda vagy Myrmeciza nigricauda

## Előfordulásuk
Közép-Amerika déli és Dél-Amerika északnyugati részén honosak. Természetes élőhelyeik a szubtrópusi és trópusi síkvidéki és hegyi esőerdők. Állandó nem vonuló fajok.

## Megjelenésük
Testhosszuk 12,5–15 centiméter közötti.

## Életmódjuk
Rovarokkal és más ízeltlábúakkal táplálkoznak.